# Maesa gaudichaudii
Maesa gaudichaudii är en viveväxtart som beskrevs av A. Dc. Maesa gaudichaudii ingår i släktet Maesa och familjen viveväxter. Inga underarter finns listade i Catalogue of Life.